# Canadian Football League
De Canadian Football League (CFL; Frans: Ligue canadienne de football) is een professionele sportliga waarin Canadian Football gespeeld wordt. De competitie bestaat uit negen teams: vier teams in de East Division en vijf teams in de West Division. Tussentijds probeerde men ook Amerikaanse teams warm te krijgen voor de sport, maar dit bleek geen succes. In zijn huidige vorm bestaat de CFL al sinds 1958.
Hoogtepunt van het seizoen is de Grey Cup, de finale tussen de twee beste teams.

## Format
Het Regular Season begint in juni en duurt tot en met november. In deze 19 weken speelt elk team 18 keer: Een uit- en thuiswedstrijd tegen de ploegen uit de andere divisie, drie wedstrijden tegen twee teams en vier wedstrijden tegen een ploeg uit de eigen competitie. Elk team heeft een speelronde een bye, wat betekent dat ze dat weekend vrij zijn.
De Play-offs beginnen in november. Na het Regular Season is de leider van de respectievelijke competitie geplaatst voor de divisiefinale. De andere finalist komt voort uit een duel tussen het team dat tweede en het team dat derde is geëindigd. Maar als een team dat vierde geëindigd is meer punten heeft dan de derde van de andere competitie, dan neemt dit team die plek over. Dit heet de zogenaamde Cross-over rule.
De twee winnaars van de divisiefinales spelen in de Grey Cup om het landskampioenschap van het Canadian Football.

## Teams
East Division:
Hamilton Tiger-Cats,
Montreal Alouettes,
Ottawa RedBlacks,
Toronto Argonauts
West Division:
British Columbia Lions,
Calgary Stampeders,
Edmonton Eskimos,
Saskatchewan Roughriders,
Winnipeg Blue Bombers
Voormalige teams: Atlantic Schooners, Baltimore Stallions, Birmingham Barracudas, Las Vegas Posse, Memphis Mad Dogs, Montreal Concordes, Ottawa Rough Riders, Ottawa Renegades, San Antonio Texans, Sacramento Gold Miners en de Shreveport Pirates